# Костенко Федір Якович
Косте́нко Фе́дір Я́кович (10 (22) лютого 1896 — 26 травня 1942)  — радянський воєначальник, генерал-лейтенант, командувач фронтами та арміями під час німецько-радянської війни.

## Біографія
Народився в слободі Велика Мартиновка Російської імперії, нині Ростовської області 22 лютого 1896, в родині селянина.
Почав службу у російському війську у 1915 році. В чині старшого унтер-офіцера брав участь у першій світовій війні.
Під час громадянської війни — підпомічник командира ескадрону у 1-й кінній армії Будьонного.
Після громадянської війни залишився служити в РСЧА. Обіймав посади командира ескадрону, очільника полкової школи, командира кавалерійського полку, дивізії, корпуса, командувача військовою кавалерійською групою Київського особливого військового округа.
Трагічною сторінкою біографії воєначальника стали бої в оточенні під Харковом, де він бився в ранзі заступника командувача військами фронту. Рішенням Ставки ВГК командувачем Південно-Західним фронтом на час Харківської наступальної операції був призначений Маршал Радянського Союзу Семен Тимошенко. Через прорахунки вищого командування успішно розпочата операція закінчилася катастрофою: навколо радянських військ зімкнулося кільце оточення. Саме генерал-лейтенант Костенко об'єднав в армійську групу радянські війська, що потрапили у пастку і прийняв на себе командування нею. У складній обстановці він та його штаб робили все, аби налагодити управління частинами та з'єднаннями і заподіяти супротивнику максимальної шкоди.
У травні 1942 року генерал-лейтенант Федір Костенко пропав без вісті.
Наприкінці квітня 2017 року рештки генерала були знайдені пошуковцями ВПО «Орієнтир» на території Балаклейського району між селами Гусаровка і Лозовенька. 2о червня 2017 року на Федеральному військовому меморіальному кладовищі у Підмосков'ї останки генерал-лейтенанта Федора Яковича Костенка були урочисто перепоховані.

## Нагороди
- орден Леніна
- орден Червоного Прапора
- Орден Червоної Зірки
- Медаль «XX років Робітничо-Селянській Червоній Армії»